# 豊英
豊英（とよふさ）は、千葉県君津市の地名。丁番を持たない単独町名で、郵便番号は292-1179。

## 地理
市の南端部、小糸川上流に位置する。地内の大半は山林であり、小糸川沿いに田畑と集落が点在する。
北で西日笠・怒田沢・旅名、東で奥米、南で鴨川市成川・鴨川市大川面・鴨川市横尾・鴨川市北風原、西で富津市豊岡とそれぞれ接するほか、南西端の一点で鴨川市大幡とも接する（特記ないものは君津市）。

### 河川
- 小糸川
- 木和田川
  - 豊英大滝（大戸場滝）

### 湖沼
- 豊英湖

## 歴史

### 沿革
- 江戸時代 - 周淮郡倉沢村および奥畑村成立。いずれも当初は幕府領、寛永17年（1640年）より旗本曽根氏領。
- 1873年（明治6年） - 倉沢村および奥畑村、千葉県に所属。
- 1877年（明治10年） - 倉沢村と奥畑村が合併、周淮郡豊英村成立。
- 1889年（明治22年）4月1日 - 町村制施行により周淮郡三島村大字豊英となる。
- 1897年（明治30年）4月1日 - 三島村、郡統合により君津郡所属となる。
- 1955年（昭和30年）3月31日 - 三島村と秋元村が合併し君津郡清和村が成立、同村の大字となる。
- 1967年（昭和42年） - 小糸川水源地帯に千葉県立清和県民の森造成。
- 1968年（昭和43年） - 豊英ダム着工。
- 1969年（昭和44年） - 豊英ダム竣工。
- 1970年（昭和45年）9月28日 - 清和村と君津町（2代目）・上総町・小糸町・小櫃村が合併し君津郡君津町（3代目）が成立、同町の大字となる。
- 1971年（昭和46年）9月1日 - 君津町が市制施行し、君津市となる。

## 世帯数と人口
2017年（平成29年）10月31日現在の世帯数と人口は以下の通りである。
| 大字 | 世帯数  | 人口  |
| ---- | ------- | ----- |
| 豊英 | 259世帯 | 401人 |

## 小・中学校の学区
市立小・中学校に通う場合、学区は以下の通りとなる。
| 番地 | 小学校             | 中学校             |
| ---- | ------------------ | ------------------ |
| 全域 | 君津市立三島小学校 | 君津市立清和中学校 |

## 交通
地内を通る鉄道路線はない。

### バス
- 君津市コミュニティバス
  - 中島・豊英線 鈴木病院前行・県民の森行

### 道路
国道
- 国道410号
  - 君鴨トンネル
  - 新豊英トンネル
  - 豊英大橋

## 施設
- 千葉県立清和県民の森
  - ロマンの森共和国
    - オートキャンプ場

  - 木のふるさと館
  - おもちゃ美術館
  - 清和ほたるの里
- 豊英ダム
- 熊野神社

公立小学校の学区は全域で君津市立三島小学校、公立中学校は君津市立清和中学校。